# Poisson d'eau douce

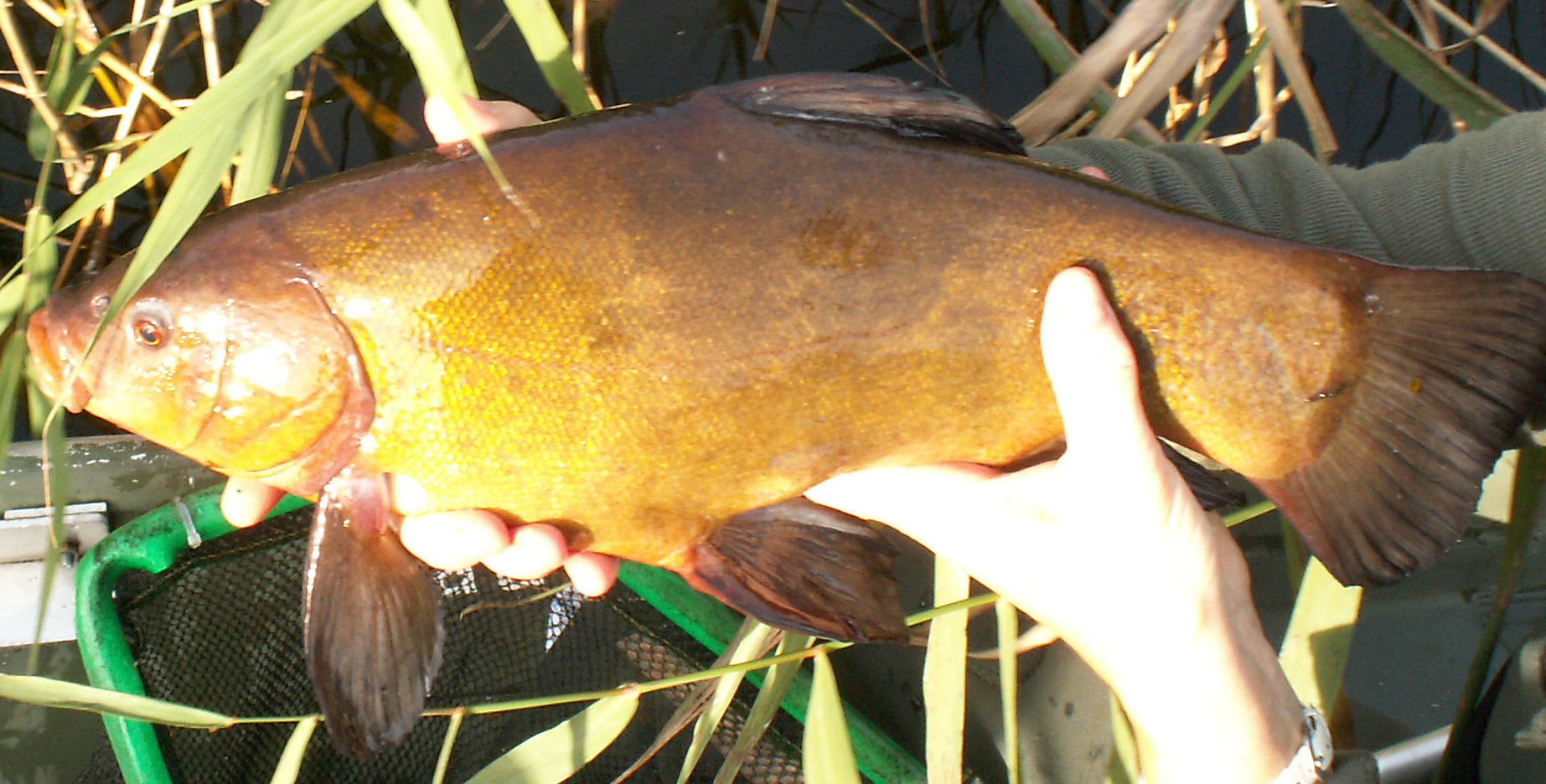
La tanche est un poisson d'eau douce commun en Europe.

Un poisson d'eau douce est une espèce de poissons qui passe toute ou une partie de sa vie en eau douce, dans les cours d'eau et les lacs, où la salinité est très faible (moins de 0,05 %). Pour survivre dans ce type d'environnement, les poissons dulçaquicoles disposent de caractéristiques physiologiques précises et différentes des autres poissons.
41,24 % de toutes les espèces connues de poissons sont des poissons d'eau douce. En Amérique du Nord, environ 4 espèces sur 10 de poissons d'eau douce sont menacées d'extinction, les principales causes de leur mort étant d'origines humaines : pollution de l'eau, destruction, artificialisation, ou dégradation physique des milieux, et parfois surpêche. 

En Amérique du Nord, le nombre d'espèces de poissons d'eau douce menacées est passé de 40 en 1989 à 61 en 2011. En France des espèces autrefois banales tels que l'anguille, le saumon ou l'épinoche ont aujourd'hui disparu d'une grande partie de leur territoire. L'anguille est depuis peu classée sur la liste rouge de l'UICN des espèces menacées.
Entre 1970 et 2012, les effectifs de poissons d'eau douce ont chuté de 81 %.

## Physiologie
Les poissons d'eau douce diffèrent physiologiquement des poissons d'eau salée à plusieurs égards :

 Leurs branchies sont capables de diffuser des gaz dissous tout en conservant le sel dans des liquides corporels internes. 

Leurs écailles sont plus résistantes à la diffusion de l'eau à travers la peau. S'ils perdent trop d'écailles simultanément, ils meurent rapidement. 
Leurs reins sont également développés de manière à pouvoir récupérer les sels des fluides corporels avant l'élimination des excréments.
Certaines espèces s'adaptent aux eaux saumâtres et les amphihalins passent une partie de leur vie en mer (le passage d'un milieu à l'autre nécessitant cependant une période d'adaptation).

## Poissons migrateurs

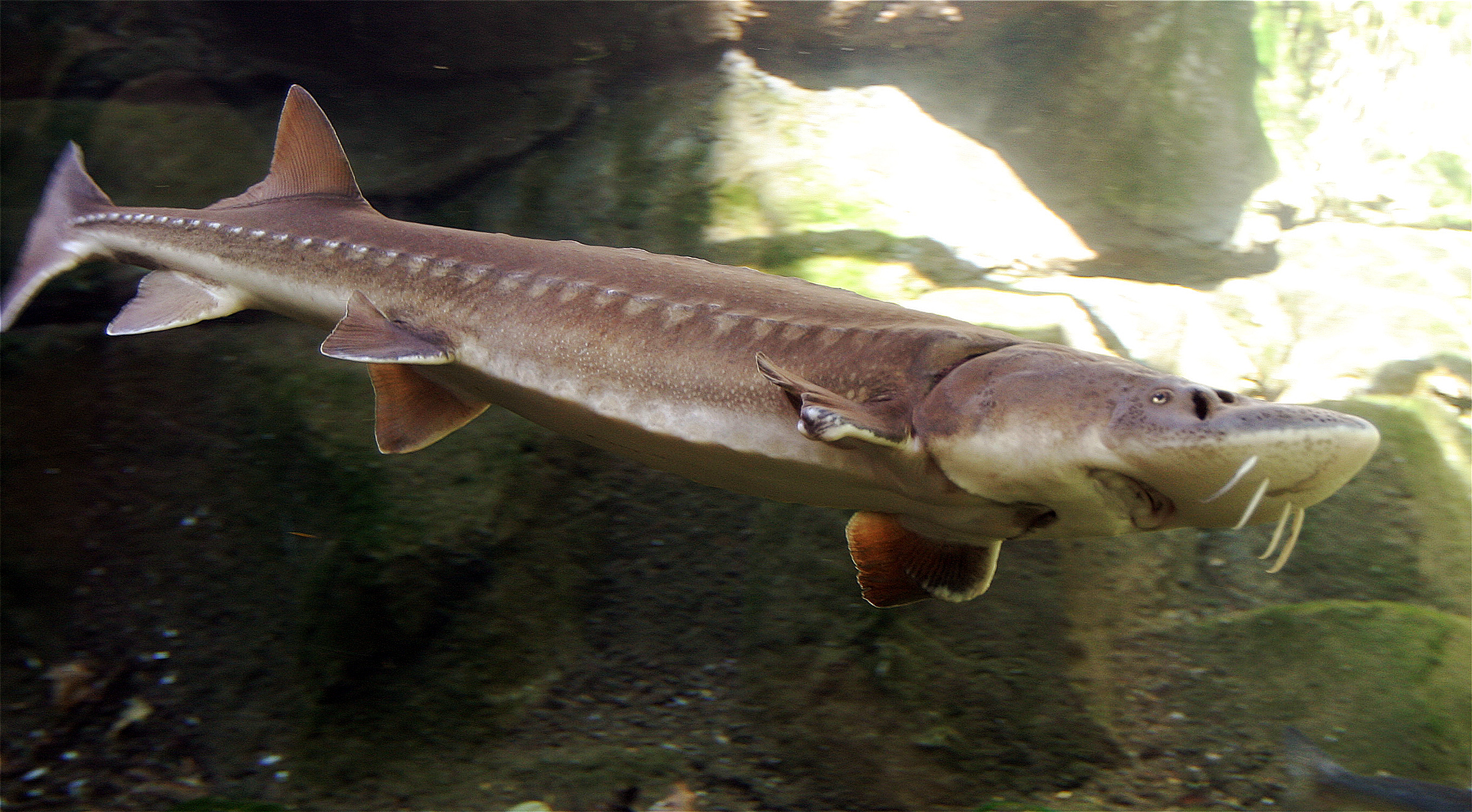
Les esturgeons peuvent vivre à la fois en eau douce et en eau salée

De nombreuses espèces de poissons se reproduisent dans l'eau douce, mais passent la plupart de leur vie d'adulte dans la mer. C'est le cas de toutes les espèces de saumons, de la truite de mer, de certaines lamproies et de l'épinoche à trois épines. Ce sont des poissons anadromes.
D'autres types de poissons naissent à l'inverse dans l'eau salée et vivent la plupart de leur vie d'adulte dans l'eau douce. C'est le cas des anguilles, qui sont des poissons catadromes.

## France
La France a mis à jour son atlas de ses poissons d'eau douce en 2001.